# Sarça ardente

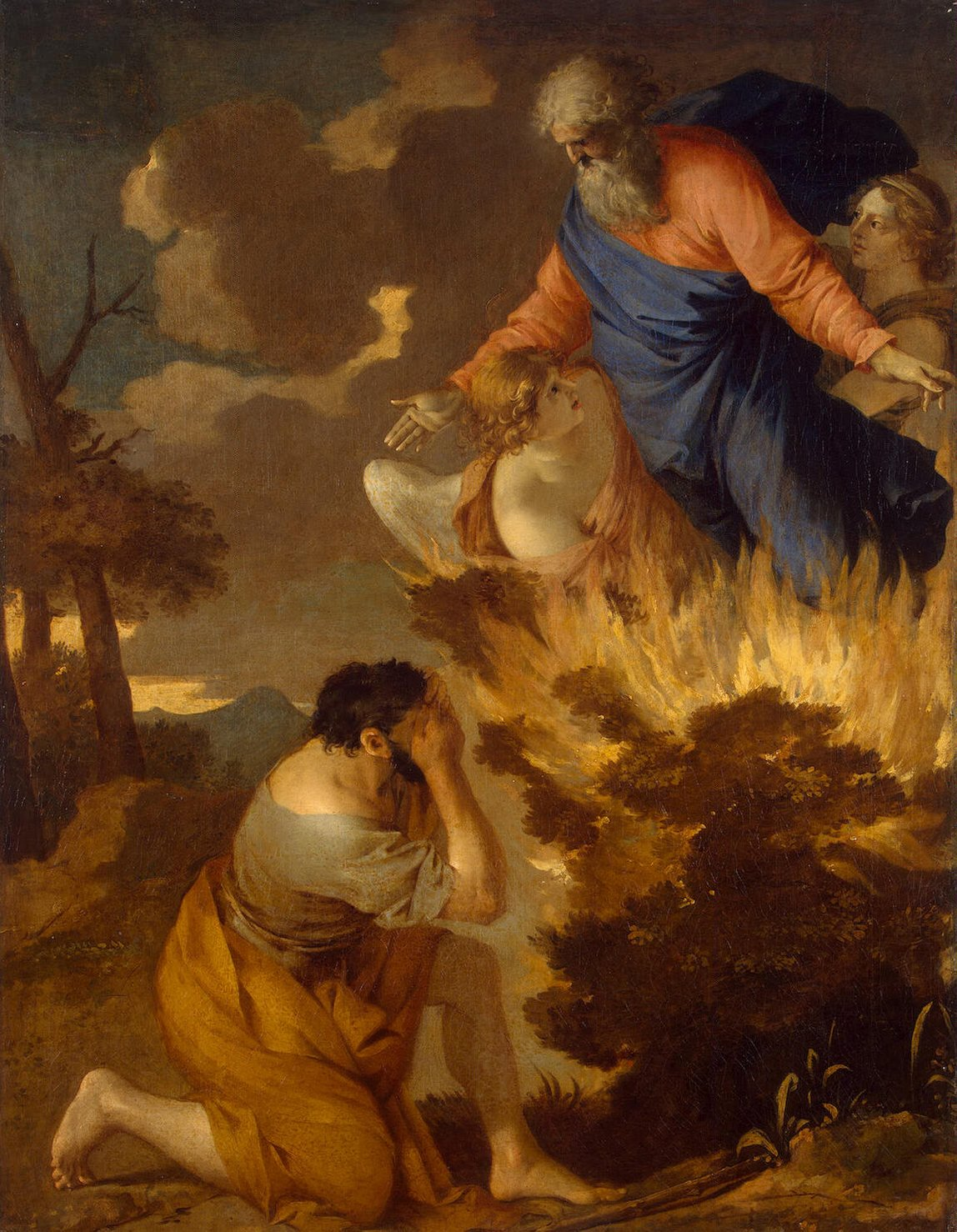
A sarça ardente. Quadro do Museu Hermitage em São Petersburgo

A sarça ardente é um arbusto descrito numa passagem da Bíblia no livro do Êxodo [3:1–4:17] localizado no Monte Horeb. De acordo com a narrativa, o arbusto estava ardendo em chamas, mas não era por elas consumido. No relato bíblico, a sarça ardente é o local onde Moisés foi convocado por Adonai (Deus) para liderar os israelitas fora do Egito em direção à Canaã.
A palavra hebraica usada na narrativa é seneh (סנה), que indica uma planta arbustiva que poderia ser tanto do gênero Rubus como do gênero Acacia.
De acordo com o judaísmo, foi em virtude deste acontecimento misterioso que Moisés passou a referir-se ao Senhor Deus, "Ehyeh" (hebraico: אֶהְיֶה ) ou "Ehyeh-Asher-Ehyeh" (hebr: אהיה אשר אהיה "- conforme em Êxodo 3:14) como o que habita na sarça o que fez pela primeira vez durante a bênção das tribos de Israel (Deuteronômio 33:16) (ver: Nomes de Deus no judaísmo).
Muitos estudiosos atribuem a este episódio o fato de os hebreus terem especial apreço pela árvore da Acácia, sendo que todo o mobiliário sagrado do Tabernáculo e, inclusive, a própria Arca da Aliança (que representava a presença de Deus na terra) teve como matéria-prima principal a madeira da sarça (Acacia nilotica, "Shittim") a qual foi indicada a Moisés nas revelações divinas. Algumas Acácias contêm a substância DMT que poderia explicar sua associação com o sobrenatural.

## Localização

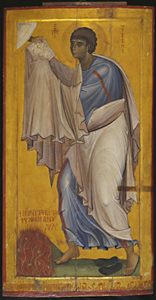
Ícone de Moisés recebendo os Dez Mandamentos. A sarça ardente está representada a seus pés, canto inferior esquerdo (Mosteiro de Santa Catarina, c. 1050)

Os eremitas cristãos se reuniam originalmente no Monte Serbal, acreditando que se tratava do Monte Sinai bíblico. No entanto, no século IV, sob o Império Bizantino, o mosteiro ali construído foi abandonado em favor da crença mais recente de que o Monte Santa Catarina era o Monte Sinai bíblico; um novo mosteiro – o Mosteiro de Santa Catarina – foi construído aos seus pés, e o suposto local da sarça ardente bíblica foi identificado. O arbusto que crescia no local (uma amoreira silvestre, nome científico Rubus sanctus), foi posteriormente transplantado a vários metros de distância para um pátio do mosteiro, e seu local original foi coberto por uma capela dedicada à Anunciação, com uma estrela prateada marcando onde as raízes do arbusto haviam saído do solo. Os monges do Mosteiro de Santa Catarina, seguindo a tradição da igreja, acreditam que este arbusto é, de fato, o arbusto original visto por Moisés, e não uma substituição posterior,[carece de fontes?] e que qualquer pessoa que entre na capela deve tirar os sapatos, assim como Moisés teria feito no relato bíblico.

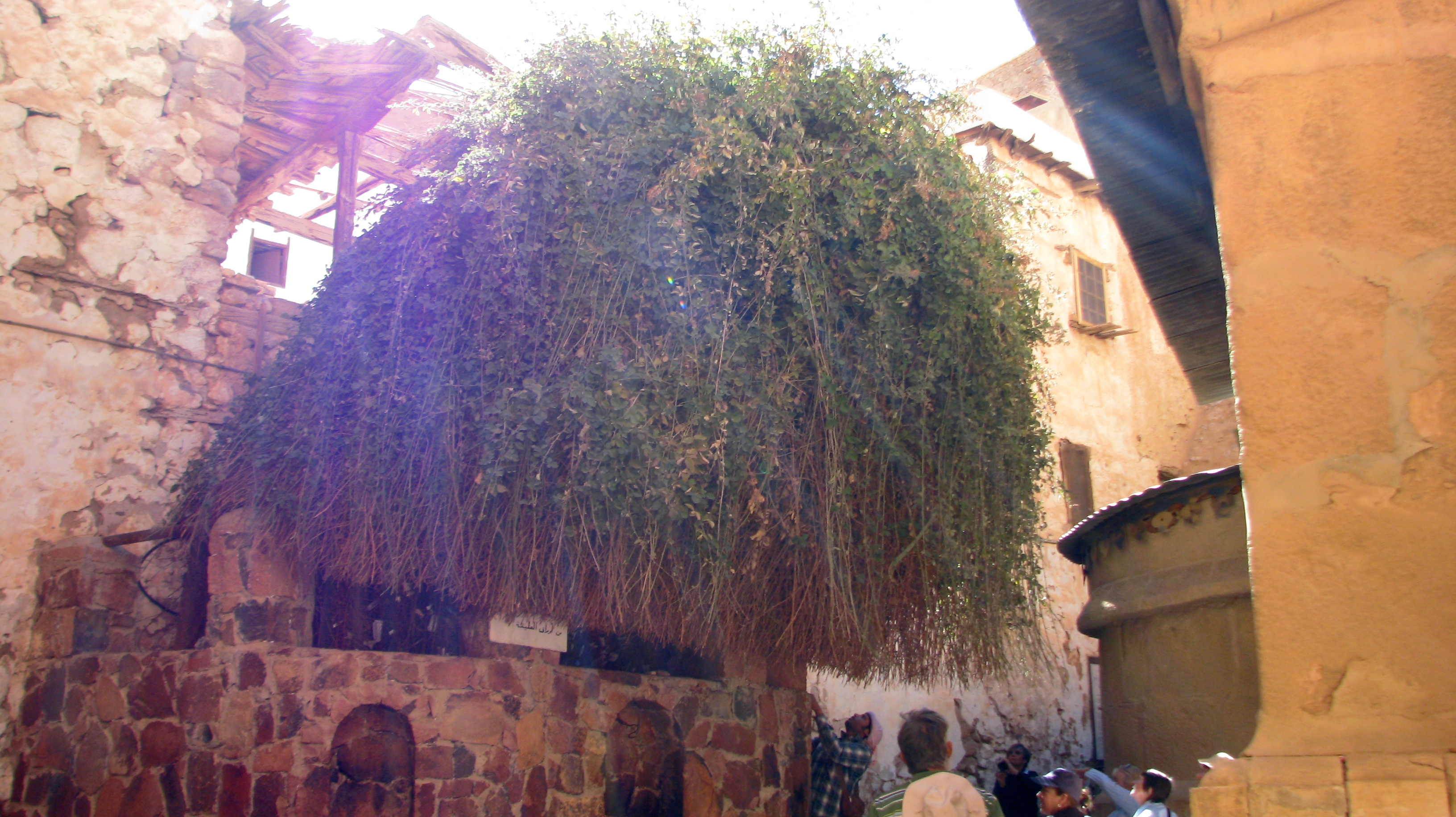
O arbusto no Mosteiro de Santa Catarina na Península do Sinai, que a tradição monástica identifica como sendo a sarça ardente.

No entanto, nos tempos modernos, não é o Monte Santa Catarina, mas o adjacente Jebel Musa (Monte Moisés), que atualmente é identificado como Monte Sinai pela tradição popular e guias turísticos; essa identificação surgiu da tradição beduína.
O Monte Serbal, o Monte Sinai e o Monte Santa Catarina situam-se todos na ponta sul da Península do Sinai, mas o nome da península é uma invenção relativamente moderna. Não era conhecida por esse nome na época de Josefo ou antes. Alguns estudiosos e teólogos modernos preferem localizações no Hijaz (a noroeste da Arábia Saudita), no norte da Arabá (nas proximidades de Petra ou arredores) ou, ocasionalmente, no centro ou norte da Península do Sinai. Portanto, a maioria dos acadêmicos e teólogos concorda que, se a Sarça Ardente alguma vez existiu, é altamente improvável que seja a sarça preservada no Mosteiro de Santa Catarina.